# Mühlviertel TV
Mühlviertel TV ist ein österreichischer regionaler TV-Sender in Freistadt.

## Geschichte
Der Fernsehsender, ursprünglich 1998 mit der Bezeichnung MF1 (Mühlviertel Fernsehen 1) gegründet, stand ab 2004 zu 70 % und ab 2005 bis zum Tod von Geschäftsführer Andreas Reimer zur Gänze im Besitz des oberösterreichischen privaten TV-Senders LT1. Seit 2009 ist Elisabeth Keplinger-Radler alleinige Eigentümerin und Geschäftsführerin.

## Programm
Jeden Freitag geht ein rund 60-minütiges Programm mit starkem regionalen Bezug auf Sendung, das ausschließlich Themen und Ereignisse aus dem Mühlviertel zum Inhalt hat. Das Programm wird 168 mal pro Woche wiederholt und als Webstream on demand abrufbar.

## Technische Reichweite
Die technische Reichweite umfasst etwa 25.000 Haushalte in verschiedenen regionalen und örtlichen Kabelnetzen in den Bezirken Rohrbach, Urfahr-Umgebung, Freistadt und Perg. Darüber hinaus können über das Liwest Digital-Kabel-TV etwa 80.000 Haushalte im Zentralraum Linz, Wels und Steyr das Programm empfangen. Neben der weltweiten Erreichbarkeit im Internet und auf A1 TV ist seit Herbst 2013 über einen Satelliten von Astra 19,2° auf dem Kanal von BTV zu sehen.